# Ojať
Ojať (rusky Оять) je řeka především v Leningradské a částečně také ve Vologdské oblasti v Rusku. Je dlouhá 266 km. Plocha povodí měří 5220 km².

## Průběh toku
Pramení na Vepsovské vysočině. V jejím povodí se nachází přibližně 500 jezer. Na dolním toku překonává peřeje. Ústí zleva do Sviru (povodí Ladožského jezera resp. Něvy).

## Vodní režim
Zdrojem vody jsou převážně sněhové srážky. Průměrný roční průtok vody ve vzdálenosti 39 km od ústí činí přibližně 51,8 m³/s. Zamrzá v listopadu až v prosinci a rozmrzá ve druhé polovině dubnu až v první polovině května.

## Využití
Řeka je splavná pro vodáky. Vodní doprava je možná na dolním toku.